# Meili, Peter & Partner Architekten
Die Meili, Peter & Partner Architekten AG ist ein Schweizer Architekturbüro, das 1987 von Markus Peter und Marcel Meili als Meili & Peter Architekten in Zürich gegründet wurde.

## Partner
Marcel Meili wurde 1953 in Küsnacht geboren. Nach dem Architekturstudium an der ETH Zürich war er Assistent am Institut für Geschichte und Theorie der Architektur. Von 1983 bis 1987 arbeitete er in den Büros von Dolf Schnebli und Mario Campi. Zusammen mit Markus Peter machte er sich 1987 selbständig. Von 1987 bis 1999 lehrte er zudem an der Internationalen Sommerakademie in Berlin, der Zürcher Hochschule für Gestaltung, der Harvard-Universität Cambridge USA und der ETH Zürich. 1999 erfolgte die Berufung zum ordentlichen Professor an der ETH Zürich. Zusammen mit Jacques Herzog, Pierre de Meuron, Roger Diener und Christian Schmid gründete er das Studio Basel, das Institut der Stadt der Gegenwart in Basel. Marcel Meili verstarb am 18. März 2019.
Markus Peter wurde 1957 in Zürich geboren. Nach einer Ausbildung zum Tiefbauzeichner war er Gasthörer der Philosophie an der Freien Universität Berlin. 1984 graduierte er in Architektur an der Technischen Hochschule Winterthur. Zusammen mit Marcel Meili machte er sich 1987 selbständig. 1990 wurde Markus Peter zudem Dozent an der Sommerakademie in Karlsruhe. Nach einer Gastprofessur an der ETH Zürich wurde er 2002 zum ordentlichen Professor für Architektur und Konstruktion an der ETHZ berufen.

## Geschichte
Die meisten ihrer Projekte waren die Erfolge nationaler und internationaler Wettbewerbe und öffentlicher Ausschreibungen. Neben unterschiedlichen Gebäuden umfasst ihr Werk  auch einige experimentellere Arbeiten wie Brücken, bewegliche Informationsboxen, Bühnenbilder und einen Film. Ein erster Teil des Gesamtwerks ist im Buch Marcel Meili, Markus Peter 1987–2008 in einer deutschen sowie einer englischen Ausgabe dokumentiert. Die Gründung eines Münchner Büros erfolgte 2007 aus Anlass des innerstädtischen Projekts Hofstatt als Nachnutzung des ehemaligen Areals der Süddeutschen Zeitung in München.
Seit 2015 sind innerhalb der Meili & Peter Architekten AG zwei spezifische Geschäftseinheiten tätig. Markus Peter leitet die Projektarbeit im bestehenden Geschäftsfeld. Marcel Meili war Leiter des „Studios“, wo sich auf Untersuchungen und Aufgaben zwischen theoretischen und praktischen Problemstellungen konzentriert wird. Beabsichtigt ist auch die Verwirklichung vor allem kleinerer Bauaufgaben in Kooperation mit befreundeten Büros.
2016 wurde zusammen mit Patrick Rinderknecht die ‘Meili, Peter & Partner Architekten AG‘ gegründet. Das bereits seit der Gründung 2007 von Florian Hartmann, Andreas Müsseler, Oliver Noak und Lisa Yamaguchi geleitete Büro in München ist seit 2019 eigenständig und firmiert seit 2020 als dreisterneplus GmbH.

## Bauwerke

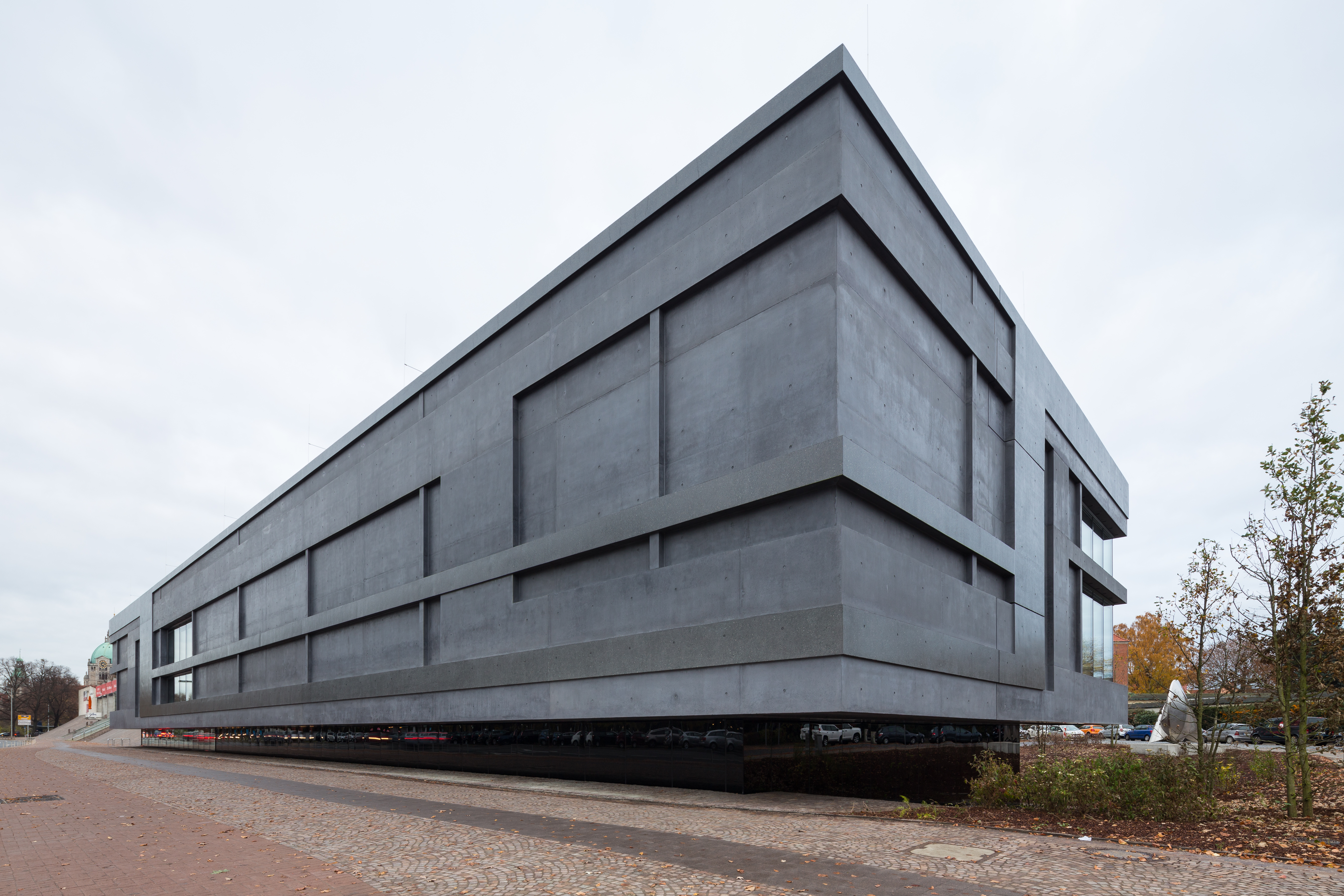
Sprengel Museum Hannover

- 2007–2019: Schweizer Botschaft Moskau[8][9]
- 2009–2016: Sprengel Museum Hannover
- 2009–2014: City West Zürich – Zölly Hochhaus
- 2006–2013: Hofstatt München
- 2004–2009: Centro Helvetia Mailand
- 2000–2007: Betonhaus, Mauerbach (Bezirk St. Pölten / Niederösterreich)
- 1999–2002: Kino- und Wohnhaus RiffRaff 3+4, Zürich
- 1997–2001: Villa R. am Zürichsee
- 1995–2000: Swiss Re – Centre for Global Dialogue, Rüschlikon
- 1995–1997: Perronhallendächer Zürich Hauptbahnhof
- 1993–1995: Mursteg, Murau mit Branger & Conzett[10]
- 1991–1992: Feuerwehr- und Polizeigebäude, Winterthur

## Auszeichnungen und Preise
- 2019: Prix Meret Oppenheim
- 2014: Deutscher Städtebaupreis, Meili, Peter GmbH, München für die Hofstatt München[11]
- 2014: Hase in Silber in der Kategorie «Architektur», Meili, Peter Architekten AG für das Wohnhochhaus Zölly, Zürich[12]
- 1990: Prix Lignum, Meili, Peter & Vogel Biel für den Entwurf des Neubaus der Schweizerischen Hochschule für die Holzwirtschaft[13]

## Ehemalige Mitarbeiter und Assistenten
- 2002–2004: Axel Simon
- 1997–2003: Christian Penzel

## Veröffentlichungen
- Neue Silhouetten. Projekte von Marcel Meili, Markus Peter Architekten in City West. Park Books, 2015, ISBN 978-3-906027-79-1.
- Marcel Meili Markus Peter, Vogt Landschaftsarchitekten: 5 Orte in der Schweiz. Zürich 2012.
- Marcel Meili, Markus Peter 1987–2008. Verlag Scheidegger & Spiess, 2008, ISBN 978-3-85881-221-6.

## Fernsehen
- Der Wechsel der Bedeutungen – Architekten Meili, Peter. 2001, Portrait, 15', TV (Christoph Schaub)